# Międzynarodowa Karta Przestrzeni Kosmicznej i Kataklizmów
Międzynarodowa Karta Przestrzeni Kosmicznej i Kataklizmów (ang. International Charter on Space and Major Disasters, fr. Charte Internationale Espace et Catastrophes Majeures) – międzynarodowa inicjatywa niekomercyjnego zbierania i dostarczania danych teledetekcyjnych dotyczących katastrof i klęsk żywiołowych organizacjom zaangażowanym w pomoc poszkodowanym i ograniczeniu ich skutków.

Państwa członkowskie (niebieski) i aktywni użytkownicy (zielony) Międzynarodowej Karty Przestrzeni Kosmicznej i Kataklizmów

## Cel
Karta ma na celu zadaniowe, tj. zorganizowane pod konkretne zgłoszone zapotrzebowanie, zbieranie i dostarczanie danych telemetrycznych w postaci konkretnych użytecznych produktów (map, wykresów, analiz) wspomagających zarządzanie kryzysowe w przypadku katastrof i klęsk żywiołowych. Dane dostarczane przez Kartę są wykorzystywane do pomocy poszkodowanym i ograniczaniu skutków kataklizmów. Instytucja Karty nie jest wykorzystywana w pozostałych częściach cyklu zarządzania kryzysowego: restytucji, odbudowie, prewencji, czy przygotowaniach do wystąpienia klęski.
Fundament działania Karty stanowią członkowskie agencje kosmiczne, których wkładem są satelity obserwacji Ziemi. 

## Działanie

### Elementy systemu
- Autoryzowany użytkownik (Authorised User, AU) -  instytucja lub organizacja krajowa zgłoszona przez członka Karty do listy uprawnionych. Na liście znajduje się ponad 40 organizacji zajmujących się zarządzaniem kryzysowym, obroną cywilną, ratownictwem, należących do 36 krajów.
- Operator (On-Duty Operator, ODO) - operator Karty posiadający pojedynczy stały numer telefonu służący do zgłaszania klęsk żywiołowych, czynny 24 godziny na dobę, 7 dni w tygodniu, przez cały rok. Odbiera on zgłoszenia od użytkowników i przekazuje je do realizacji.
- Oficer ratunkowy (Emergency on-Call Officer, ECO) - dyżurny Karty dostępny całodobowo. Przetwarza i weryfikuje informacje zebrane przez ODO. Ustala wstępny plan użycia i dostępność niezbędnych satelitów do zebrania potrzebnych danych. Odpowiedzialny za uzyskanie zgody agencji kosmicznych na użycie statków. Przydziela zadania agencjom. Odpowiedzialny za wystosowanie próśb o kolejne zdjęcia i pozyskanie materiałów archiwalnych (porównawczych). Tworzy dossier aktywacji Karty i przekazuje je do menadżera projektu. Informuje agencje kosmiczne o statusie ich statków kosmicznych
- Agencja kosmiczna (członkowie Karty) - wdrażają plan pozyskiwania danych własnymi satelitami otrzymany od ECO. Doradzają w doborze zbieranych danych i rozwiązują ewentualne konflikty na tym polu. Dobór czujników i satelitów zależy od potrzebnych danych i rodzaju katastrofy.
- Dostawcy wartości dodanej (Value Added Reseller, VA) - firma lub instytucja zajmująca się przetwarzaniem i obróbką zebranych danych. Tworzy z nich produkty (głównie mapy) użyteczne dla podmiotów niosących pomoc. VA musi mieć zasoby dostępne całodobowa na użytek Karty.
- Użytkownik końcowy (End User, EU) - użytkownik końcowy Karty - służby ratunkowe niosące pomoc poszkodowanym w zgłoszonym kataklizmie, np. koordynatorzy akcji ratunkowej, straż pożarna, policja, służby ratunkowe, organizacje charytatywne
- Menedżer projektu (Project Manager, PM) - ustanawiany przez sekretariat wykonawczy Karty do zarządzania daną aktywacją Karty; nadzoruje zbieranie danych i przekazywanie produktów końcowych do użytkowników; potwierdza dokładność przekazywanych danych i ma umiejętność ich interpretacji; dostępny w normalnych godzinach pracy; sporządza raport z aktywacji Karty i jej realizacji, który przekazuje do sekretariatu wykonawczego Karty

### Uruchomienie
1. Wystąpienie katastrofy lub klęski żywiołowej
2. Użytkownik autoryzowany, sponsorujący, ONZ lub Sentinel Asia zgłaszają potrzebę dostępu do zdjęć satelitarnych
3. Operator ODO odbiera wezwanie identyfikując zgłaszającego, pozyskuje niezbędne informacje od zgłaszającego. W ciągu maksymalnie godziny ODO przekazuje wezwanie do oficera ratunkowego, ECO
4. ECO weryfikuje wezwanie i zgłoszone zapotrzebowanie na dane. Ustala wstępny plan pozyskania danych przez satelity. Zbiera zgody agencji kosmicznych na użycie statków. Przekazuje dossier wezwania do menadżera projektu, PM
5. Agencje kosmiczne wdrażają plan otrzymany przez ECO odpowiednio sterując posiadanymi satelitami obserwacji Ziemi
6. Dostawca wartości dodanej przetwarza zebrane dane i tworzy użyteczne produkty
7. Użytkownik końcowy otrzymuje produkty pomagające mu w niesieni pomocy i koordynowaniu akcji ratunkowej

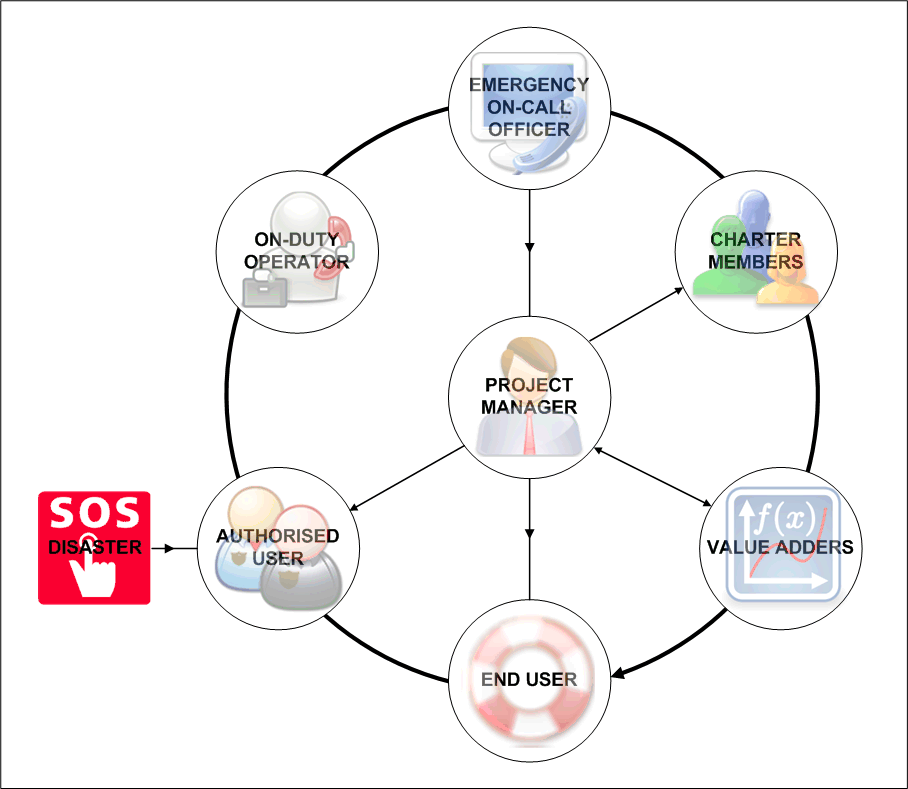
Cykl aktywacji Międzynarodowej Karty Przestrzeni Kosmicznej i Kataklizmów

Karta jest uruchamiana na okres 4 tygodni, na kilka sposobów:
- Bezpośrednio, poprzez użytkownika autoryzowanego - aktywacja następuje na wezwanie AU. Między 2007 a 2009 metoda bezpośrednia stanowiła 35% aktywacji Karty
- Poprzez sponsorującego użytkownika autoryzowanego - aktywacja następuje poprzez użytkownika autoryzowanego na prośbę kraju nie posiadającego na swoim terytorium takiego użytkownika, np. większość zgłoszeń z Ameryki Łacińskiej odbywa się przez autoryzowanego użytkownika z Argentyny. Między 2007 a 2009 metoda pośrednia stanowiła 32% aktywacji Karty
- Poprzez Biuro ONZ do spraw Przestrzeni Kosmicznej (UNOOSA) lub poprzez Instytut ONZ do spraw Badań i Szkoleń (UNITAR/UNOSAT) - dostępna dla agencji ONZ-u i państw członkowskich ONZ. Między 2007 a 2009 metoda pośrednia stanowiła 33% aktywacji Karty
- Poprzez Sentinel Asia - od 2009 roku Asian Disaster Reduction Center ma prawo aktywować Kartę w imieniu 31 krajów członkowskich organizacji Sentinel Asia

Aktywacje poprzez ONZ są możliwe dzięki porozumieniom zawartym między Kartą a Organizacją Narodów Zjednoczonych. Dzięki temu karta może zostać aktywowana na wezwanie państwa członkowskiego ONZ.
Każdy członek Karty zobowiązany jest udzielić dostępu do danych satelitarnych po wysłaniu przez użytkownika procedury żądania.
Zarząd i sekretariat wykonawczy Karty są przejmowane rotacyjnie, co 6 miesięcy, przez organizacje członkowskie. Od kwietnia 2010 kierownictwo sprawuje ESA.
Niedoskonałością Karty pozostaje ilość satelitów i czujników obserwujących Ziemię, która jest niewystarczająca do natychmiastowej reakcji na wezwania użytkowników, i która nie może przekazywać informacji w czasie zbliżonym do rzeczywistego (co kilka godzin), czego wymaga skuteczne ratownictwo i zarządzanie kryzysowe.
Średni czas wykonania pierwszych obserwacji z orbity wynosi około 2 dób. Średni czas obróbki danych i wykonania użytecznych produktów waha się od mniej niż godziny do pół doby. Średni czasy analizy danych i wykonania pierwszych ocen sytuacji i zniszczeń wynosi mniej niż pół doby. Produkty i analizy wykonują dla Karty zwykle podmioty współpracujące, których zasoby są dostępne 24 godziny na dobę.

## Zastosowania

Przykład produktu pomagającego w zarządzaniu kryzysowym - mapa Port-au-Prince opisująca sytuację w mieście po trzęsieniu ziemi

Głównymi klęskami powodującymi aktywację Karty są zdarzenia hydrologiczne i meteorologiczne. W latach 2000–2010 na 260 użyć Karty w 90 krajach 120 razy aktywowano ją z uwagi na powodzie, a 37 razy z uwagi na huragany. Przykłady wydarzeń, gdy użyto Karty Przestrzeni Kosmicznej i Kataklizmów:
- Osuwiska ziemi, Słowenia, listopad 2000
- Tsunami po trzęsieniu ziemi na Oceanie Indyjskim, Indie, Sri Lanka, Tajlandia, Indonezja, Malediwy, Malezja, Mjanma, 26 grudnia 2004
- Trzęsienie ziemi w Kaszmirze, Indie, Pakistan, październik 2005
- Trzęsienie ziemi w Syczuanie, Chiny, 12 maja 2008
- Trzęsienie ziemi na Haiti, 12 stycznia 2010
- Trzęsienie ziemi w Chile, 27 lutego 2010
- Eksplozja platformy wiertniczej Deepwater Horizon, Zatoka Meksykańska, 20 kwietnia 2010 - Karta uruchomiona na okres dłuższy niż standardowe 4 tygodnie

Karta jest używana w przypadku dużych katastrof i klęsk żywiołowych, około 200-400 razy rocznie, na średnio ponad 800 kataklizmów występujących rocznie na świecie. 

## Ustanowienie karty

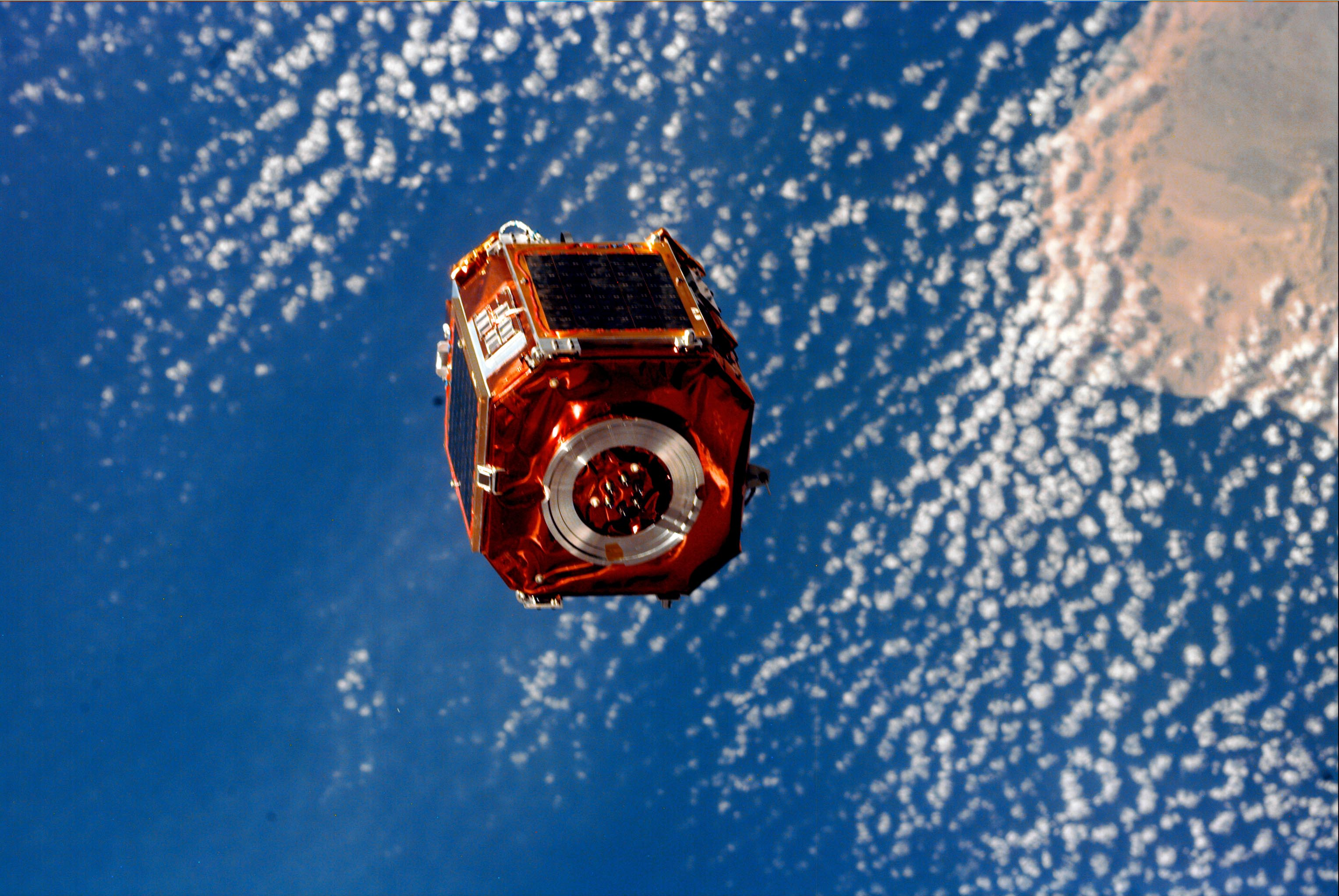
Satelita SAC-A wypuszczony z ładowni wahadłowca

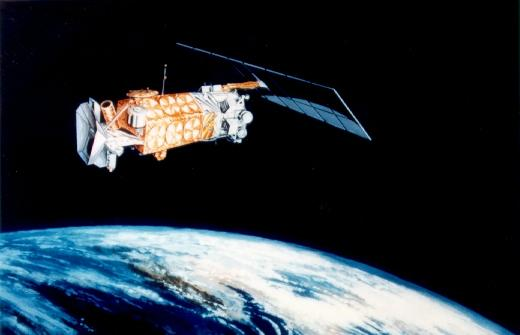
Satelita typu DMSP Block 5

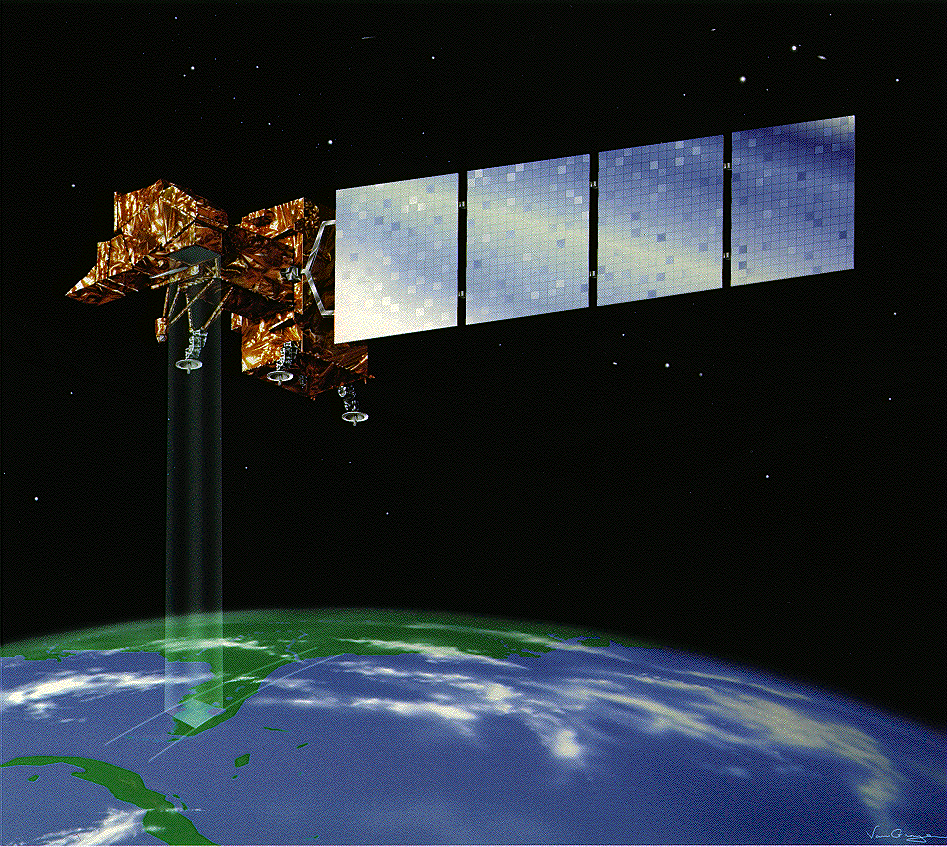
Satelita Landsat 7

Karta została ustanowiona przez Europejską Agencję Kosmiczną i Francuską Agencję Kosmiczną w trakcie konferencji UNISPACE III, przeprowadzonej w Wiedniu, 19-30 lipca 1999. Weszła w życie 1 listopada 2000 po podpisaniu jej 20 października 2000 przez Kanadyjską Agencję Kosmiczną. Do dyspozycji Karty oddano satelity ERS i Envisat.
We wrześniu 2001 do Karty przystąpiła Indyjska Organizacja Badań Kosmicznych (ISRO) i amerykańska Administracja Oceanu i Atmosfery (NOAA). W lipcu 2003, Argentyńska Agencja Kosmiczna (CONAE). W lutym 2005, Japońska Agencja Kosmiczna (JAXA), a później Amerykańska Służba Geologiczna (USGS). W listopadzie 2006, British National Space Centre (obecnie Brytyjska Agencja Kosmiczna, UKSA), i powiązana z nią Disaster Monitoring Constellation. W maju 2007 do Karty dołączyła Chińska Agencja Kosmiczna (CNSA). 
Jesienią 2010 roku do Karty przystąpiły Niemcy, za pośrednictwem agencji DLR. 7 lipca 2011 dwunastym członkiem Karty stał się KARI, reprezentujący Koreę Południową. W tym samym roku, 8 listopada, do Karty przystąpiła Brazylia, reprezentowana przez Narodowy Instytut Badań Kosmicznych (INPE).

### Członkowie i zasoby
Członkami Karty jest 14 organizacji krajowych i międzynarodowych reprezentujących ponad 40 krajów:
| Organizacja               | Organizacja pomocnicza | Udostępniany satelita               |
| ------------------------- | ---------------------- | ----------------------------------- |
| CNES                      |                        |                                     |
|                           | SPOT Image (firma)     | SPOT-5                              |
|                           | NSPO                   | Formosat                            |
| CNSA                      |                        | CBERS, statki serii FengYun, SJ, ZY |
| CONAE                     |                        | SAC-C, SAC-D, SAOCOM                |
| CSA                       |                        | RADARSAT-1, RADARSAT-2              |
| ESA                       |                        | Envisat, ERS-2                      |
| ISRO                      |                        | ResourceSat-1, CartoSat-1           |
| JAXA                      |                        | ALOS, PRISM, AVNIR-2, PALSAR        |
| NOAA                      |                        | GOES, POES, DMSP                    |
| USGS                      |                        | Landsat 5, Landsat 7                |
|                           | DigitalGlobe (firma)   | QuickBird                           |
|                           | GeoEye                 | GeoEye-1                            |
| DMC International Imaging |                        |                                     |
|                           | CNTS                   | AlSat-1                             |
|                           | NSRD                   | NigeriaSat-1                        |
|                           | Tübitak-BILTEN         | BILSAT-1                            |
|                           | UKSA                   | TopSat, UK-DMC                      |
| DLR                       |                        | TanDEM-X, TerraSAR-X                |
| KARI                      |                        | KOMPSAT 2                           |
| INPE                      |                        | CBERS                               |
| EUMETSAT                  |                        | Meteosat, MetOp                     |

### Autoryzowani użytkownicy
Autoryzowanymi użytkownikami Karty, mogącymi aktywować ją bezpośrednio, jest ponad 40 organizacji z 36 krajów reprezentowanych przez 10 członków Karty: 
| Afryka            | Ameryka Południowa  | Ameryka Północna          | Azja                                | Europa |
| ----------------- | ------------------- | ------------------------- | ----------------------------------- | --- |
| Algieria, Nigeria | Argentyna, Brazylia | Kanada, Stany Zjednoczone | Chiny, Cypr, Indie, Japonia, Turcja | Austria, Belgia, Czechy, Dania, Estonia, Finlandia, Francja, Grecja, Holandia, Hiszpania, Irlandia, Litwa, Łotwa, Luksemburg, Norwegia, Malta, Niemcy, Polska, Portugalia, Słowacja, Słowenia, Szwajcaria, Szwecja, Węgry, Wielka Brytania, Włochy |

## Współpraca

### Współpraca międzykontynentalna
Na prośbę międzyrządowej Grupy Obserwacji Ziemi (GEO, Group on Earth), wystosowaną w 2007, Karta przedsięwzięła szereg inicjatyw, w 2009 i 2010, ułatwiających większej ilości członkom GEO na jej użycie, szczególnie, że do tej pory 44 z 81 krajów-członków GEO nie miało do Karty bezpośredniego dostępu.
W kwietniu 2009 Karta ustanowiła interfejs z organizacją Sentinel Asia, regionalnym azjatyckim ośrodkiem obserwacji Ziemi do zastosowań zarządzania kryzysowego. Pozwoliło to na poprawę zwiększenie możliwości obu systemów w obszarze Azji i Pacyfiku. Październiku 2009 Azjatyckie Centrum Przeciwdziałania Klęskom Żywiołowym (ADRC, Asian Disaster Reduction Centre) otrzymało status instytucji współpracującej z Kartą, dający prerogatywę uruchamiania Karty na tych samych przesłankach, co Sentinel Asia. Porozumienie dało dostęp do karty 31 krajom, w tym 28, które wcześniej nie miały bezpośredniego dostępu do Karty. Piętnaście z nich jest członkami GEO. 
Przy współpracy z GEO zorganizowano konsultacje potencjalnych użytkowników Karty w Afryce. Przyszli użytkownicy mogli wypowiedzieć się o swoich oczekiwaniach wobec systemu i jego użycia w zarządzaniu kryzysowym. Dwuletnim rozmowom przeprowadzanym przez ESA towarzyszyły warsztaty uświadamiające i treningowe. Zaproszono do nich 17 krajów afrykańskich najbardziej narażonych na klęski żywiołowe: Angolę, Demokratyczną Republikę Konga, Egipt, Etiopię, Kenię, Madagaskar, Mali, Maroko, Mozambik, Namibię, Niger, Republikę Południowej Afryki, Senegal, Tanzanię, Wybrzeże Kości Słoniowej, Ugandę i Zambię.

### Współpraca europejska
Z uwagi na zbieżność celów Karty z założeniami inicjatywy Globalnego Monitoringu Środowiska i Bezpieczeństwa (GMES, Global Monitoring for Environment and Security), prowadzonej przez ESA i Komisję Europejską, rozpoczęto współpracę między nimi. Ze strony Karty biorą w niej udział europejscy członkowie (UK Space Agency, CNES i ESA), a ze strony GMES, projekt SAFER. Współpraca obejmuje również analizę i wytwarzanie produktów z danych telemetrycznych dostępnych dla obu systemów. SAFER udostępnia Karcie dane z najnowszych europejskich satelitów obserwacji Ziemi, jak niemiecki TerraSAR-X, czy włoska konstelacja COSMO-SkyMed.
Pomoc GMES SAFER wykorzystano kilkukrotnie podczas aktywacji Karty w 2009 (majowy cyklon Aila w Bangladeszu; sierpniowe pożary lasów w Grecji; wrześniowa burza tropikalna na Filipinach) i 2010 (styczniowe trzęsienie ziemi na Haiti; kwietniowy wybuch wulkanu na Islandii).